# André Laffont
Pour les articles homonymes, voir Laffont.
Pas d'image ? Cliquez ici

a Compétitions nationales et continentales officielles uniquement.

André Laffont (ou Lafont), né le 1er février 1934 à Argelès-Gazost et mort le 14 août 2000 à Bagnères-de-Bigorre, est un joueur français de rugby à XV évoluant au poste de deuxième ligne. Il effectue l'essentiel de sa carrière en club avec le FC Lourdes, où il passe près de dix ans et remporte cinq championnats et trois challenges Yves-du-Manoir.

## Biographie
André Laffont débute avec le club d'Argelès-Gazost, avant de rejoindre les rangs du FC Lourdes. Il remporte avec ce club cinq championnats et trois challenges Yves-du-Manoir. Associé à Louis Guinle, il forme l'une des seconde lignes les plus performantes du rugby français des années 1950, récompensée par cinq victoires en championnat dont un triplé. De statures et corpulences proches et non exceptionnelles pour des joueurs de seconde ligne à l'époque, ils furent seulement dépassés en taille durant la saison 1959-60 par leur propre coéquipier troisième ligne centre Roland Crancée du haut de ses 1,95 m.
Tout comme Guinle et Jean Taillantou, Laffont n'est jamais sélectionné en équipe de France au cours de sa carrière (il fut uniquement International B). 
Il termine celle-ci en partant jouer à l'Union sportive vicquoise avec Guinle. 
À sa reconversion, il tient ensuite un commerce.

## Palmarès
- Vainqueur du Championnat de France en 1953, 1956, 1957, 1958 et 1960
- Finaliste du Championnat de France en 1955
- Vainqueur du Challenge Yves du Manoir en 1953, 1954 et 1956